# Delegado Cavalcante
Francisco de Assis Cavalcante Nogueira, mais conhecido como Delegado Cavalcante (Fortaleza, 29 de maio de 1958), é um delegado e político brasileiro. Foi deputado estadual pelo estado do Ceará. Tentou se eleger deputado federal em 2022, sem sucesso.

## Biografia
Nascido em 29 de maio de 1958, em Fortaleza, Ceará, filho de pai comerciante de materiais de construção e mãe doméstica, começou a trabalhar com 12 anos de idade no comércio, com o pai. Completou os estudos em escola pública e formou-se em direito pela Universidade de Fortaleza em 1994. Ingressou na Polícia Civil em 21 de março de 1980, tendo trabalhado em vários departamentos, delegacias distritais, metropolitanas, regionais e municipais do interior do estado.
Foi eleito deputado estadual pela primeira vez em 2002 e candidato a vice-prefeito de Fortaleza em 2004, na chapa de Antônio Cambraia. Em 2018, foi novamente eleito deputado estadual, desta vez pelo Partido Social Liberal (PSL), com 27 112 votos.

Depois do anúncio do presidente Jair Bolsonaro de que se desfiliaria do PSL, o deputado Delegado Cavalcante divulgou que também deixaria o partido para se filiar ao novo partido que Bolsonaro iria fundar, o Aliança Pelo Brasil. Com a saída do Delegado Cavalcante e André Fernandes, o PSL do Ceará ficaria sem representantes na Assembleia Legislativa do estado.

## Tortura
O  Grupo de Atuação Especial Temporária, do Ministério Público Estadual (MPE), concluiu que delegado participou diretamente das torturas contra quatro presos em outubro de 2019. A denúncia de tortura foi publicada em novembro de 2009 pelo Diário do Nordeste.

## Ameaça de golpe de estado
Em evento comemorativo do Dia da Independência, em 7 de setembro de 2022, o deputado fez discurso em que, defendendo a candidatura à reeleição do presidente Jair Bolsonaro, disse que se não ganharem as eleições de 2022 nas urnas, "vamos ganhar na bala".
Após a fala, o Ministério Público do Estado do Ceará abriu investigação para apurar possível crime de incitação pública à prática de crime - "insurreição armada contra os poderes do Estado" (art. 3° Lei nº 1802/53).